# Церковь Пресвятой Девы Марии (Уотлинг-стрит, Лондон)
Церковь Пресвятой Девы Марии на улице Уотлинг-стрит (Сент-Мери-Олдермари; англ. St Mary Aldermary, Watling Street) — бывшая англиканская приходская церковь на улице Уотлинг-стрит (Сити) города Лондона (Великобритания); храм был построен ранее XII века; нынешнее здание было построено после Великого пожара, в 1681 году по проекту Кристофера Рена. С 1950 года входит в список памятников архитектуры; с 2007 года является полковой церковью Королевского танкового полка.

## История и описание

### Средневековое здание
Церковь Пресвятой Девы Марии на современной улице Уотлинг-стрит была построена ранее XII века. Считается, что дополнение в названии — «Олдермари» — означает, что это самая старая из церквей города, посвящëнных Деве Марии. Первоначально приход относился к ведению настоятеля и капитула Кентерберийского; в 1400 году руководство было передано архиепископу Кентерберийскому. В 1510 году лорд-мэр Лондона, купец Генри Кибл (Henry Keble или Keeble, ум. 1517) профинансировал строительство нового церковного здания. На момент его смерти башня-колокольня храма оставалась незавершëнной.
В 1629 году храму были завещаны два наследства, которые позволили завершить работы, начатые 120 лет назад — они были завершены в течение трёх лет. Первоначально сэра Кибла похоронили в склепе под полом церкви, но его могила вскоре была перенесена. Приходские книги, сохранившиеся с 1558 года, сейчас хранятся в библиотеке Гилдхолла. Историк Джон Стоу в 1598 году упоминал о целой плеяде различных британских сановников, похороненных в здании церкви Девы Марии: среди них был винодел Ричард Чосер, которого Стоу назвал отцом поэта Джеффри Чосера. В 1663 году поэт Джон Милтон женился на своей третьей жене — Элизабет Миншалл — в церкви на Уотлинг-стрит.

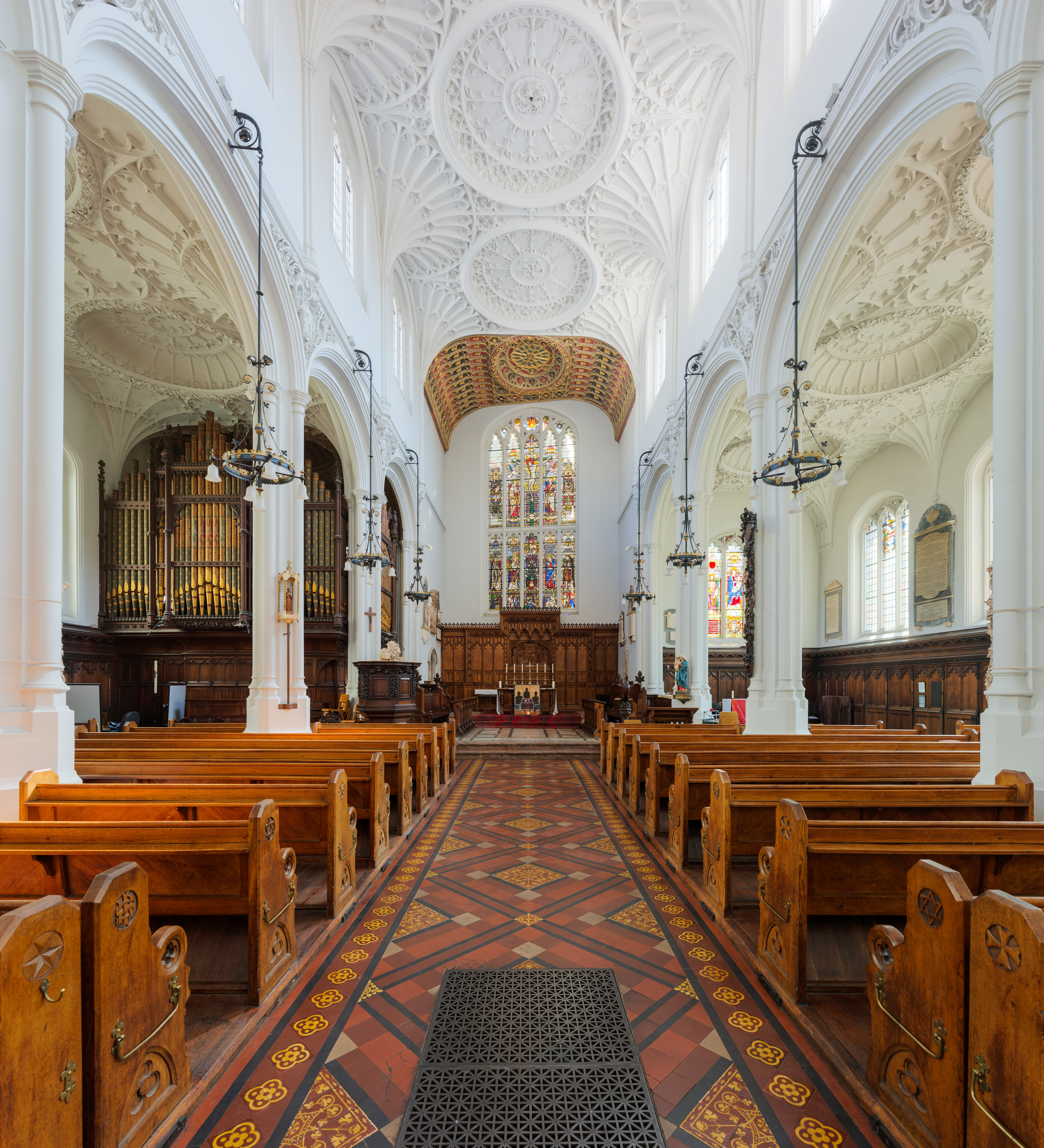
Интерьер храма (2014)

### Современное здание
Сент-Мери-Олдермари сильно пострадала во время Великого лондонского пожара 1666 года: уцелели только части её стен и колокольни. Храм был перестроен архитектором Кристофером Реном в редком для него готическом стиле. Приход церкви Святого Апостола Фомы, также разрушенной во время Великого пожара и не восстановленной, был объединëн с приходом Девы Марии. Генри Роджерс (Henry Rogers) оставил в наследство приходу Девы Марии 5000 фунтов стерлингов на восстановление здание: его вдова согласилась использовать данные средства для финансирования реконструкции. Согласно ряду источникам, вдова Роджерса оговорила, что новая церковь должна быть точной копией той, которая была разрушена.
По мнению историка искусства Николауса Певзнера Церковь Пресвятой Девы Марии является «главным сохранившимся памятником готического возрождения XVII века в городе и — наряду с Уориком — самой важной готической церковью конца XVII века в Англии». В 1781 году в храме был установлен новый орган, построенный Джорджем Ингландом (George England, 1740—1788) и Хью Расселом. Церковь несколько раз ремонтировалась и реставрировалась. Так в 1876—1877 годах в храме произошли заметные изменения в интерьере: была установлена новая дубовая перегородка, отделявшая основное помещение от вестибюля, были заменены скамьи, а орган был перенесëн из западной галереи к алтарю; в тот же период в окна храма были установлены новые витражи.

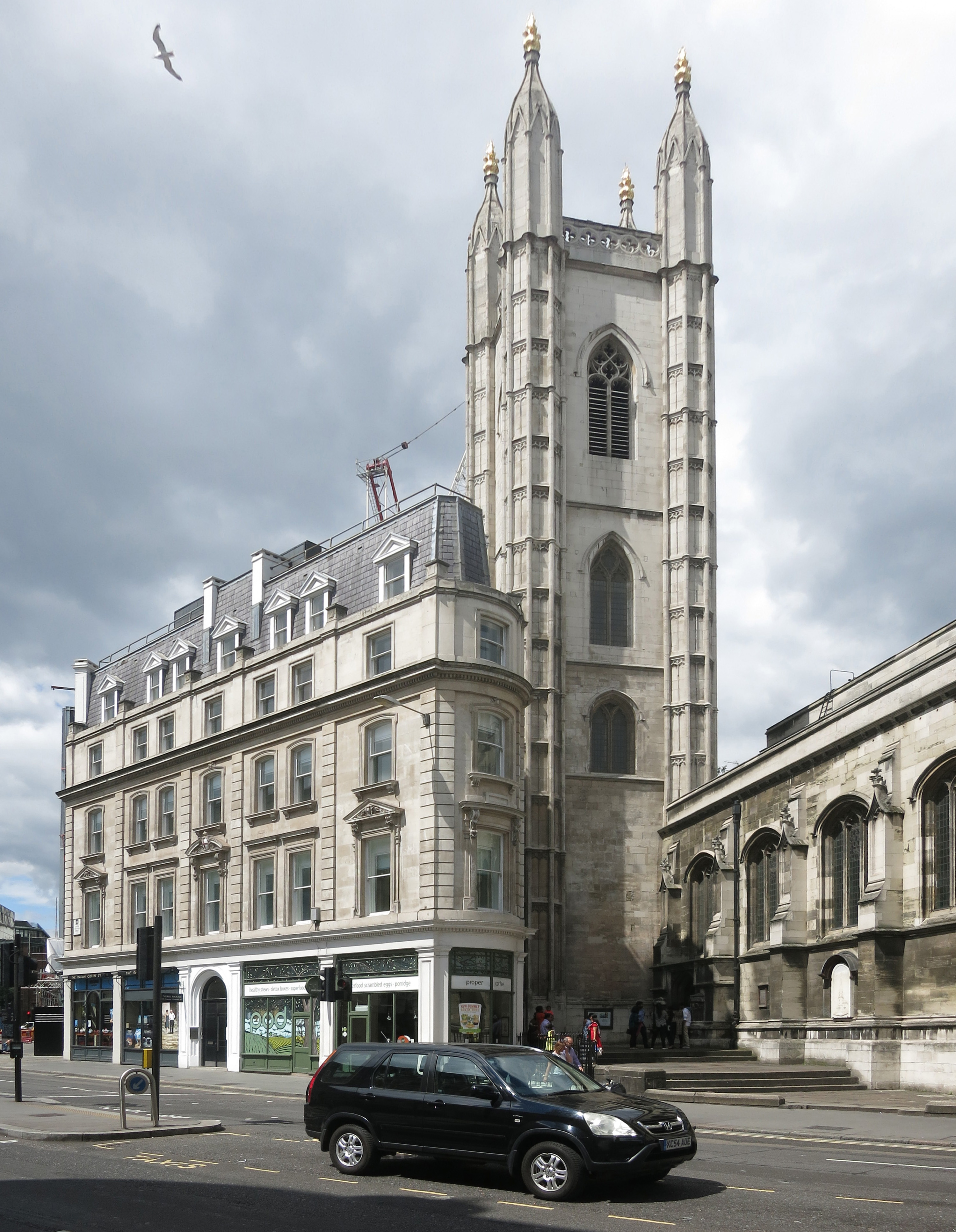
Колокольня храма (2016)

### После XIX века
Во время Второй мировой войны, в ходе «Блица», церковь была повреждена бомбами с самолётов люфтваффе. Все окна были выбиты, а со свода осыпалась штукатурка; однако, само здание осталось неповреждённым. После войны, 4 января 1950 года, церковное здание было внесено в список памятников архитектуры первой степени (Grade I). Последняя реставрация была завершена в апреле 2005 года: особое внимание было уделено восстановлению гипсовых работ. В XXI веке церковь Олдермари не имеет собственного прихода — она является церковью лондонских гильдий.
В январе 2010 года епископ Лондона пригласил участников сообщества «Moot Community», практикующих новые монашеские традиции в рамках англиканской церкви, использовать здание церкви Девы Марии Олдермари. В храме ежедневно проходят молитвы и проводятся регулярные богослужения; здесь же проходят медитации и работают дискуссионные группы. Община проводит конференции и курсы по таким темам, как справедливость в экономике, методы разрешения конфликтов и осознанность. В церковном здании регулярно проводятся художественные выставки и устанавливаются инсталляции. Здесь же находится кафе Host, а в будние дни возле церкви функционирует небольшой рынок с продуктовыми лавками. С 2007 года церковь Пресвятой Девы Марии на улице Уотлинг-стрит является полковой церковью Королевского танкового полка — ранее эту роль играла церковь Святого Петра в Корнхилле.